# Zhang Ping (attore)
Zhang Ping (张平S, Zhāng PíngP; Kunshan, 20 novembre 1917 – 17 ottobre 1986) è stato un attore cinese.
In occasione del centenario della nascita dell'industria cinematografica in Cina nel 2005, la China Film Performance Art Academy l'ha inserito nella lista dei "100 migliori attori in 100 anni di cinema cinese".